# عین‌الله محمودی همدانی
عین‌الله محمودی معروف به افسر عین‌الله خان همدانی (زاده ۱۲۷۵، همدان- درگذشته ۱۵ آذر ۱۳۴۷ ،تهران) آزادی‌خواه، افسر نظامی، کارآفرین، مهندس و از نخستین بنیان‌گذاران گسترش خطوط تلفن و مخابرات در ایران بود. از این رو برخی از مردم او را پدر صنعت مخابرات ایران می‌دانند.

## زندگی

### دورهٔ قاجار
عین‌الله (خان) محمودی (همدانی) فرزند فتح‌الله خان و از نوادگان محمودخان افشار (از بزرگان ایل افشار) بود. در ابتدا او در هنگامه جنگ جهانی اول و اشغال ایران، درحالی که بسیار جوان بود، برای آزادی و جلوگیری از اشغال ایران توسط روس‌ها وارد بریگاد قزاق (یا کازاک) شده و چندین سال به عنوان افسر قزاق‌خانه خدمت می‌کند. این درحالی بود که نیروی زمینی امپراتوری روسیه با لشکرکشی به غرب ایران در تلاش برای نابودی کمیته میلیون ایرانی بود که با نمایندگان امپراتوری آلمان و امپراتوری عثمانی در ارتباط بودند.
او در این مدت، تحت فرماندهی عبدالحسین میرزا فرمانفرما به عنوان فرمانده غرب کشور و رئیس الوزرای کابینه دولت مهاجرین، به عنوان درجه دار آتریاد همدان در نبردهای غربی جبهه ایران شرکت کرد. نخستین آشنایی او با رضاخان زمانی بود که رضاخان با درجهٔ یاوری (ستوانی) به فرماندهی دستهٔ تیرانداز درآمد.

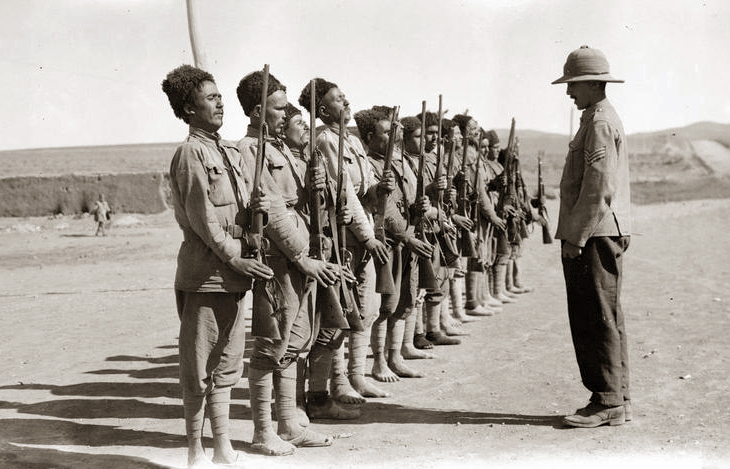
نیروهای بریتانیایی در همدان تحت فرماندهی لیونل دانسترویل

عین‌الله خان در نبردهای لشکر غرب با قوای روسیه و قوای بریتانیا حضور داشت. در اثر قحطی گسترده موسوم به قحطی ۱۲۹۸–۱۲۹۶ ایران شرایط برای مبارزین با اشغال ایران سخت شد. وحشتناکترین قحطی در منطقه همدان که دولت مهاجرین، قوای قزاق در کنار قوای ژاندارمری با کمک نیروهای عثمانی بر علیه نیروهای انگلیسی و روسی می‌جنگیدند رخداد. عین‌الله محمودی در وصف اوضاع قحطی بر نیروهای ایرانی گفته که:
اوضاع چنان سخت بود و ایرانی‌ها چنان گرسنه بودند که نمی‌توانستند به مبارزه ادامه دهند. بسیاری از ایرانیان جان خود را از شدت گرسنگی و قحطی از دست داده بودند. آنچنان بود که با دیدن یک مار در صحرا، آن را شکار می‌کردیم و از گوشتش برای زنده ماندن استفاده می شد.— عین‌الله محمودی

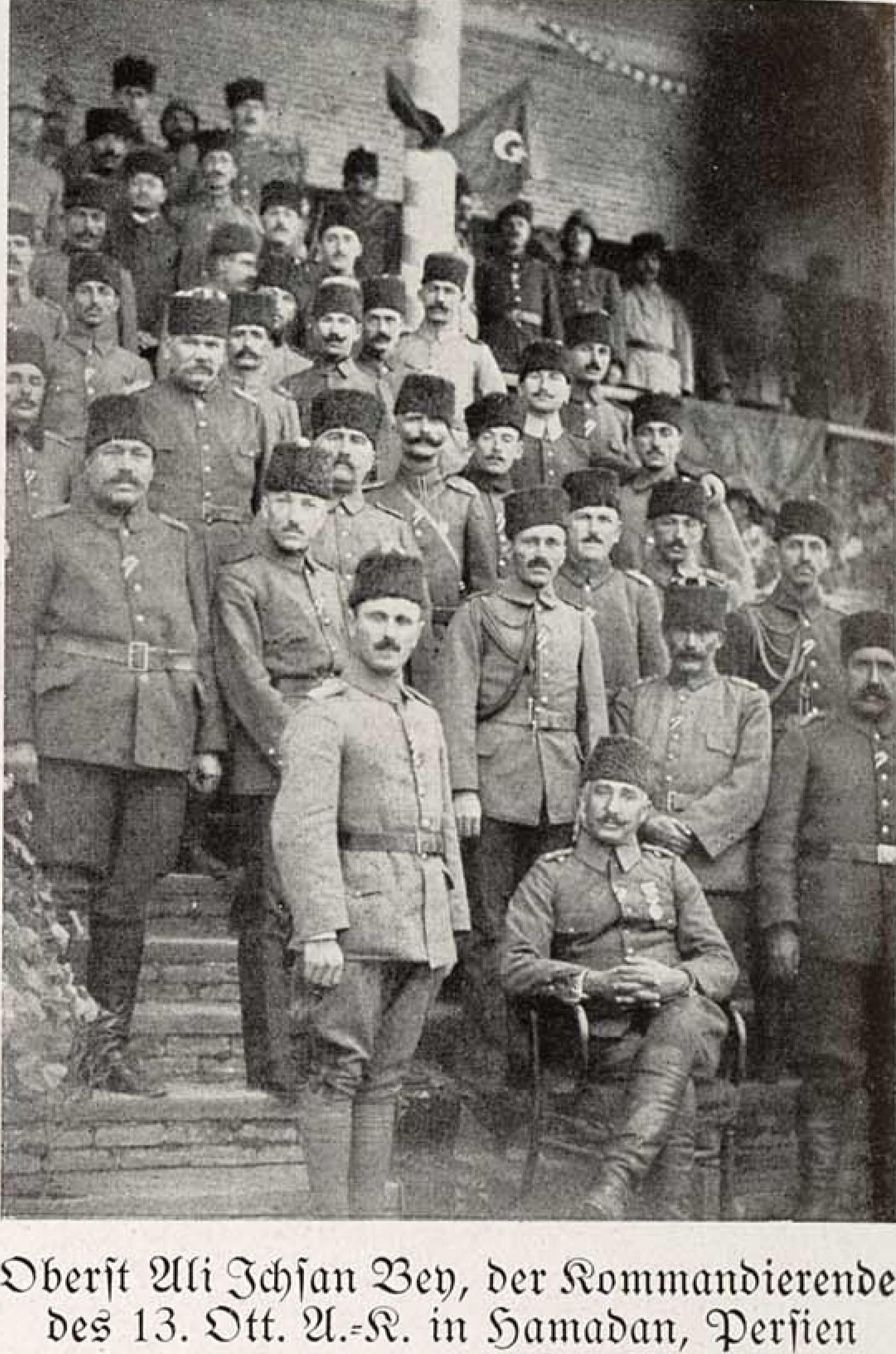
نیروهای امپراتوری عثمانی در همدان

در سال ۱۲۹۷ پس از برکناری کلنل کلرژه که برای سر و سامان دادن به قوای قزاق پس از اشغال ایران در جنگ جهانی اول آمده بود و روی کار آمدن وسولد استاروسلسکی، در هنگامی که رضاخان به فرماندهی آتریاد (تیپ) همدان با درجه میرپنج یا سرتیپ منصوب شد، او به فرماندهی تیر آتریاد رسید.

##### ممنوعیت ارتقاء
قرارداد ۱۹۱۹ میان بریتانیا و دولت وثوق‌الدوله در همین خلال (سال ۱۲۹۸) بسته شد. اندکی پس از آن، بریتانیا تصمیم گرفت نیروهای خود در خاورمیانه را کاهش دهد که باعث شد جرج کرزن که به سختی از قرارداد ۱۹۱۹ طرفداری می‌کرد، فشار خود بر دولت ایران و نیز هرمان نورمن برای تصویب آن عهدنامه را بیشتر کند. این درحالی بود که بلشویک‌ها روس‌های سفید را شکست دادند و سربازانشان وارد ایران شدند که موضع جنبش جنگل را تقویت کرد. مطابق یکی از بندهای قرارداد ۱۹۱۹، نظامیان ایرانی نمی‌توانستند به درجه‌ای بالاتر از سرگرد برسند. به همین خاطر، عین‌الله خان در این برهه زمانی با کاهش درجه و محدودیت در حقوق مواجه شد. در این زمان بود که ژنرال ادموند آیرونساید در آذر ۱۲۹۹ با مأموریت ساماندهی به خروج نیروهای بریتانیایی، وارد ایران شد. با توجه به کاهش حقوق، افت درجه‌ها، نتوانستن در گرداندن خانواده، کاهش اعتبار و احترام و اختلافات داخلی و فشارهای وارده، برخی از همرزمان عین‌الله خان و فرماندهان ایرانی در طی امضای این قرارداد دست به خودکشی زدند.

### کودتای اسفند ۱۲۹۹
پس از اینکه ژنرال ادموند آیرونساید رضاخان را ارتقا داد، اعضای تیپ به آلکساندر خان ست‌خانیان، رئیس ستاد تیپ رفتند تا مخالفت با ظهور رضاخان را بررسی کنند. حدود یک ماه بعد، رضاخان، تحت هدایت بریتانیا، گروه ۳۰۰۰ تا ۴۰۰۰ نفری خود از تیپ قزاق مستقر در قزوین و همدان را به سمت تهران رهبری کرد. بعد از هماهنگی‌ها عین‌الله خان، فرمانده تیر آتریاد قزاق همدان همراه سایر قوای قزاق به فرماندهی رضاخان در ساعات اولیه بامداد سوم اسفند ۱۲۹۹ تا حد زیادی بدون خونریزی و با مقاومت اندک وارد تهران شد. روز بعد رضا خان و سید ضیاء نزد احمد شاه رفتند. سید ضیاء فرمان نخست‌وزیری گرفت و رضا خان با لقب «سردار سپه» به ریاست دیویزیون قزاق رسید. سید ضیاء به فاصله یک روز کابینه خود را تشکیل داد که در آن برخی از اعضای «کمیته آهن» نیز حضور داشتند و در هشتم اسفند بیانیه‌ای صادر کرد و الغاء قرارداد ایران و انگلستان مورخه اوت ۱۹۱۹ را اعلام کرد.
با توجه به فرمان سید ضیاءالدین طباطبایی برای سرکوب اکبرمیرزا صارم الدوله، عین‌الله خان به عنوان افسر آتش همدان تحت فرماندهی محمودپپولادین به منطقه کرمانشاهان اعزام شد، در نبردی که منجر به دستگیری صارم الدوله شد، شرکت کرد.

### دوره پهلوی

#### قشون متحدالشکل

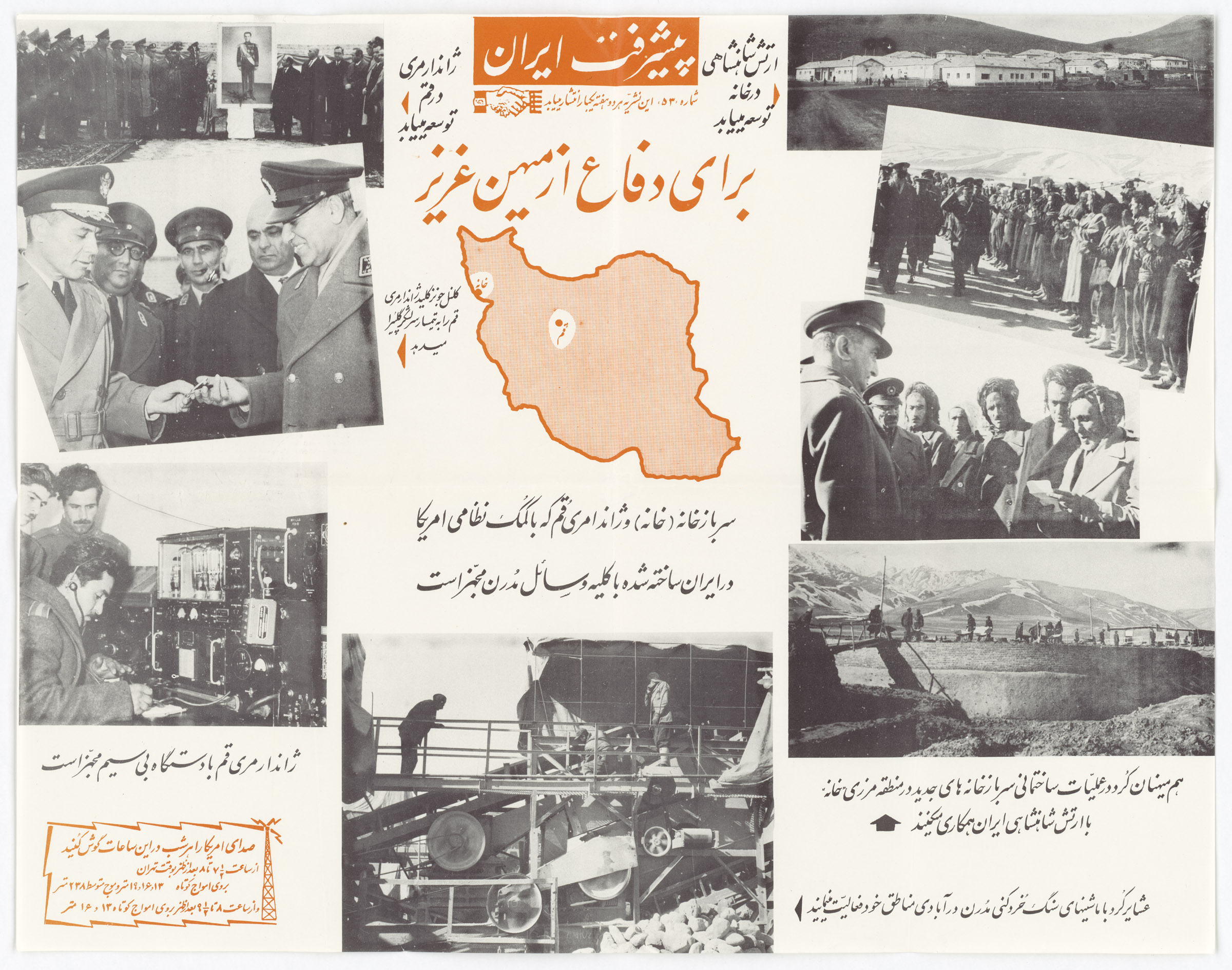
پوستر ژاندارمری

رضاشاه در ۱۵ دی‌ماه ۱۳۰۰، اعلام داشت که ارتش نوین ایران، با پنج لشکر سازماندهی شده‌است. ستاد فرماندهی این لشکرها در شهرهای تهران، تبریز، همدان، اصفهان و مشهد قرار داشت. با این اقدام، آتریاد قزاق همدان به لشکر همدان برای کنترل غرب کشور ارتقاء یافت. پس از ادغام ژاندارمری و قزاق‌خانه و تشکیل قشون متحدالشکل، عین‌الله خان در لشکر غرب، با ارتقاء درجه، لباس ارتش شاهنشاهی ایران به تن کرد. رضاشاه همکاران وفادارش را از دیویزیون قدیمی قزاق ارتقا می‌داد و آن‌ها را به ریاست لشکرهای جدید ارتش می‌گماشت، با هر نشانه ای از عدم وفاداری به سختی مقابله می‌کرد، و، یک زنجیره فرمان مؤثر از دفتر نظامی درون دربارش از روسای ستاد تا فرماندهان میدانی ایجاد کرد.

#### مخابرات
رسیدگی به امور تلفن تا ۱۳۰۸ به عهده «وزارت فلاحت و تجارت و فواید عامه» بود. اما در آن سال، به خاطر طفره برخی از شرکت‌ها از تعهدات خود، طی مصوبه‌ای رسیدگی به امور تلفن و شکایات مشترکان به وزارت «پست و تلگراف» واگذار شد و نام وزارتخانه نیز به «وزارت پست و تلگراف و تلفن» تغییر کرد. این وزارتخانه در سال ۱۳۱۰ برای تمرکز امور مخابرات با دریافت یک میلیون تومان وام از بانک ملی ایران، کلیه سهام شرکت تلفن را خرید. در همان زمان‌ها، به خاطر شرایط سخت ژاندارمری و اعزام نیروهای ارتش به نقاط مختلف برای گشت زنی و خاموش سازی شورش‌های محلی، عین‌الله محمودی که از نظر نظامی نیز به خاطر وفاداری ارتقاء یافته بود اما با انتقال او به ارگان دیگر مخالفت شده بود، به کاخ سعدآباد برای عرض شکایت به پیش رضاشاه رفت. به خاطر برنامه بازدید رضاشاه از احداثات جدید، از ورود او به کاخ جلوگیری می‌کنند. اما پس از عدم گوش دادن به هشدار گارد حفاظت سلطنتی، خود را جلوی راه ماشین شاه قرار می‌دهد. رضا شاه دستور توقف داده و از ماشین پیاده شد. پس از شنیدن خواسته‌های عین‌الله محمودی، همان‌جا دستور هماهنگی برای انتقال از لشکر ژاندارمری همدان به بخش تازه تأسیس تلفن را که کمبود نیروی مدیریتی داشت صادر می‌کند. عین‌الله محمودی از زمان تصدی قاسم‌خان صور اسرافیل بر منصب وزارت پست و تلگراف به عنوان نخستین وزیر، تا هنگام بازنشستگی، از رییسان اجرایی اداره تلفن ایران (بعدها شرکت مخابرات ایران) به‌شمار می‌آمد.

### اواخر عمر
او سرانجام پس از چندین دهه خدمت در پاسداشت و پیشرفت ایران، از وزارت تلفن و تلگراف ایران بازنشسته شد. اما با توجه به مهارت مهندسی مخابرات که پیدا کرده بود و علاقه شدیدی که این حوزه داشت، تا پیش از مرگ، به طور رایگان برای مردم اطراف خود به تعمیر قطعات و مدارهای الکتریکی، الکترونیکی و مخابراتی در تکنولوژی‌های پیشرفته زمانه‌ی خود مانند رادیو و تلفن پرداخت. وی دوست داشت نخستین کارگاه قطعات مخابراتی در ایران را احداث کند، اما هیچ گاه به آرزوی خود نرسید.

### وفات
او در تاریخ ۲۵ آذر ۱۳۴۷ خورشیدی در حدود سن هفتاد سالگی در تهران درگذشت. آرامگاه او در شمال گورستان تاریخی ابن بابویه به خاک سپرده شد.

## گالری

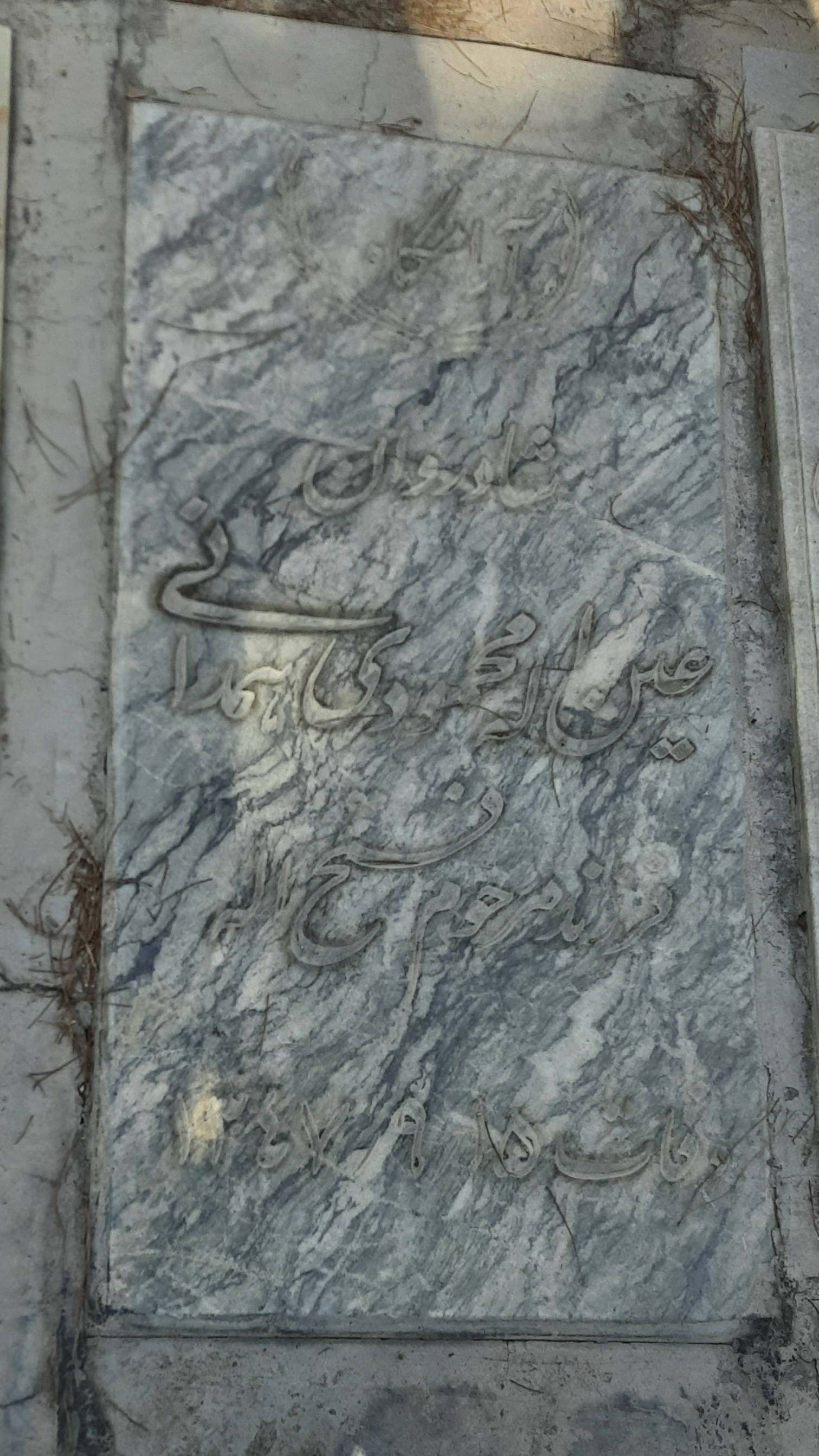
سنگ مزار، گورستان ابن بابویه